# 皇帝の夢
『皇帝の夢』（こうていのゆめ、ドイツ語: Des Kaisers Traum）は、オーストリア＝ハンガリー帝国の皇帝フランツ・ヨーゼフ1世の在位60周年の祝賀のために催された1幕の戯曲。皇帝の即位日からちょうど60年後の1908年12月2日に初演された。

## 物語
ハプスブルク家初の神聖ローマ皇帝となり、王朝の礎を築いたルドルフ1世が主人公である。ルドルフ1世はある日、オーストリアの行く末を案じた。自分が獲得した領地はどうなるのか、息子たちは後継者として相応しいのか、さらにその後のハプスブルク家はどうなるのか…。考え事をしているうちに、ルドルフ1世は玉座で眠ってしまう。するとルドルフ1世の背後から「未来」という名の精霊が現れ、その後何世紀にもわたるハプスブルク家の栄光を告げる。案内を頼むルドルフ1世に対して、「未来」は次の五つの「夢の絵」を渡す。
- ヤギェウォ家との婚姻協定（ウィーン二重結婚）を描いた絵
- 皇帝レオポルト1世とポーランド王ヤン3世の会見（第二次ウィーン包囲の際のもの）を描いた絵
- 皇帝カール6世が娘のマリア・テレジアを後継者に宣言している様子を描いた絵
- ピアノを弾く天才少年モーツァルトを称える、「女帝」マリア・テレジアとその16人の子女を描いた絵
- ナポレオン戦争後のウィーン会議を描いた絵

婚姻政策、女性の力、巧妙な外交によって、ルドルフ1世の領土は維持・拡大されていく。これらを目にしたルドルフ1世は「朕も戦争に飽き飽きしているし、平和が結ばれるのを見て喜ばしい」と言って、ハプスブルク王朝が辿る穏やかな展開を支持し、そして舞台の幕が下りる。

## 解説
1848年革命の激化を受けて時の皇帝フェルディナント1世は退位を余儀なくされ、1848年12月2日に甥のフランツ・ヨーゼフ1世が即位した。それからちょうど60年後の1908年12月2日の夕方に、フランツ・ヨーゼフ1世の在位60周年を祝ってウィーン宮廷歌劇場で披露されたのがこの戯曲である。フランツ・ヨーゼフ1世は大公たちとともに観客の前に姿を現してこの戯曲を鑑賞した。
フランツ・ヨーゼフ1世の治世は、ヴェネツィアやロンバルディアなどの北イタリアの領土を喪失し、神聖ローマ帝国崩壊後も伝統的に守ってきたドイツ連邦議長国の地位を喪失して統一ドイツから除外され、また絶えない民族問題に悩まされるなど、かつては世界に冠たる帝国であったオーストリアがヨーロッパの一流国から転落しつつあった時代であった。政府の委員会から依頼され援助を受けた作者は、平和という主題を強調することによって、失われた帝国の栄光をはぐらかした。
劇中に登場した「夢の絵」は、60年にも及ぶフランツ・ヨーゼフ1世の長い治世には一切関心を払わなかった。フランツ・ヨーゼフ1世の在位60周年を祝うための作品であるにもかかわらず、彼が誕生する15年前のウィーン会議をもって「未来」の案内は終わり、フランツ・ヨーゼフ1世の治世はあえて除外されたのである。一見、ハプスブルク家の栄光を称えたこの戯曲は、皮肉なことに隠しようのないハプスブルク帝国の弱体化を示す内容にもなってしまっていた。そして、この戯曲からわずか10年後の1918年11月11日、第一次世界大戦に敗れたハプスブルク帝国はいよいよ瓦解の瞬間を迎えることになるのである。